# Aulacus aneurus
Aulacus aneurus är en stekelart som beskrevs av Walkley 1952. Aulacus aneurus ingår i släktet Aulacus och familjen vedlarvsteklar. Inga underarter finns listade.